# ورم دموي تحت الظفر
الوَرَمُ الدَّمَوِيُّ تَحْتَ الظُّفُر هو تجمع الدم (تورم دموي) تحت ظفر إصبع القدم أو إصبع اليد. بالنسبة لإصابة فإنه قد يسبب ألم شديد للغاية مقارنةً بحجمه على الرغم من أنه ليس بحالة طبية خطيرة.
يعرف أيضاً بإصبع قدم العداء أو إصبع قدم لاعب التنس أو إصبع قدم المتزلج.

## الأسباب

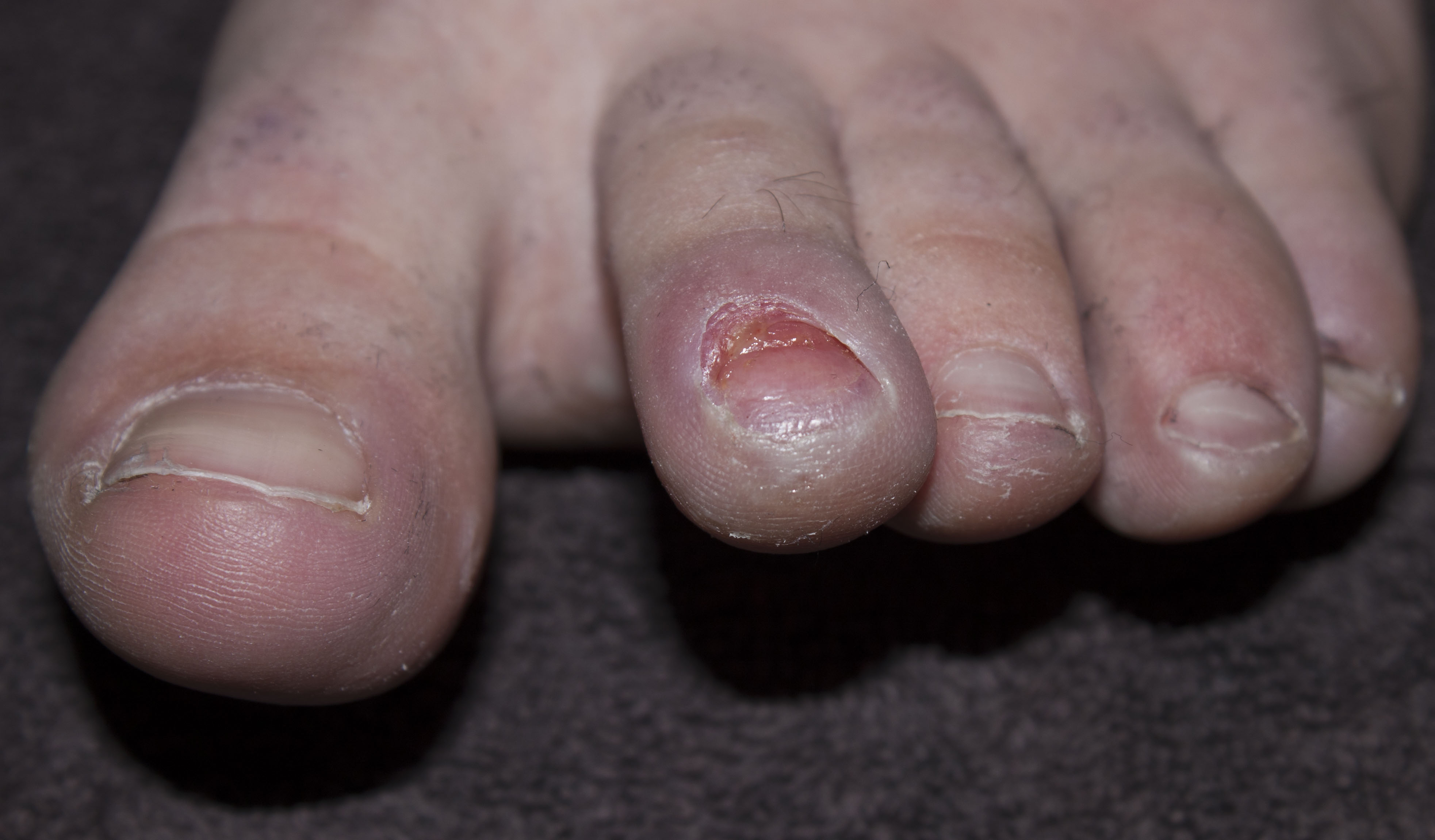

حالة شائعة في العدائين نتيجة الضغط على الظفر لأسفل أو نتيجة انفصال افقي بين صفيحة الظفر وسرير الظُفر. هذه الإصابة الرضيَّة المتكررة تؤدي إلى النزيف وتجمع الدم تحت صفيحة الظُفر. بالفحص السريري، يتلون طفر إصبع القدم بلونٍ أحمرٍ مائلٍ للسوادِ. قد تصبح صفيحة الظُفر أكثرَ سمكاً وأكثر هشاشة نتيجة للإصابة. ولكن من حسن الحظ، لحسن الحظ، فإن صفيحة الظفر مشوه تنمو تدريجياً وتحل محلها واحدةٌ جديدةٌ طبيعيةُ المظهر خلال عدة أشهرٍ. نادرا، قد يصبح إصبع القدمِ مؤلماً ويتطلب الصرف الجراحي.
تنشأ الحالة أيضاً نتيجة الإصابات الرضيَّة، مثل صفع إصبع اليد في الباب، أو من الأنشطة الرياضية، مثل التسلق أو المشي لمسافات طويلة على التضاريس الوعرة. الورم الدموي تحت الظفر الذي ينتج عن الدفع المتكرر لأطول إصبع داخل الحذاء يسمى باصبع قدم العداء.
مصدر النزيف يكون من سرير الظفر (الوعائي) الذي يقع أسفل صفيحة الظفر (اللاوعائية). الألم النابض شائع الحدوث.

## العلاج
يتم علاج الورم الدموي تحت الظفر إما عن طريق إزالة الضغط بطريقة متحفظة أو بعمل ثقب خلال الظفر للوصول للورم الدموي (النقب "Trepanation")أو عن طريق إزالة الظفر بأكمله. يتم عمل النقب عموماً باستخدام أداة ساخنة لكي تعبر من خلال الظفر حتى تصل للجلطة الدموية. يتم إزالة الظفر بالكامل إذا حدث به خلل، أو اشتباه وجود تمزق كبير يتطلب خياطة جراحبة، أو عند حدوث كسر في طرف الاصبع.
غالبا ما يلتئم الظفر بدون أية مضاعفات ولكن قد تحدث عدوى أو انْفِكاكُ الظُّفُر.

الورم الدموي تحت الظفر
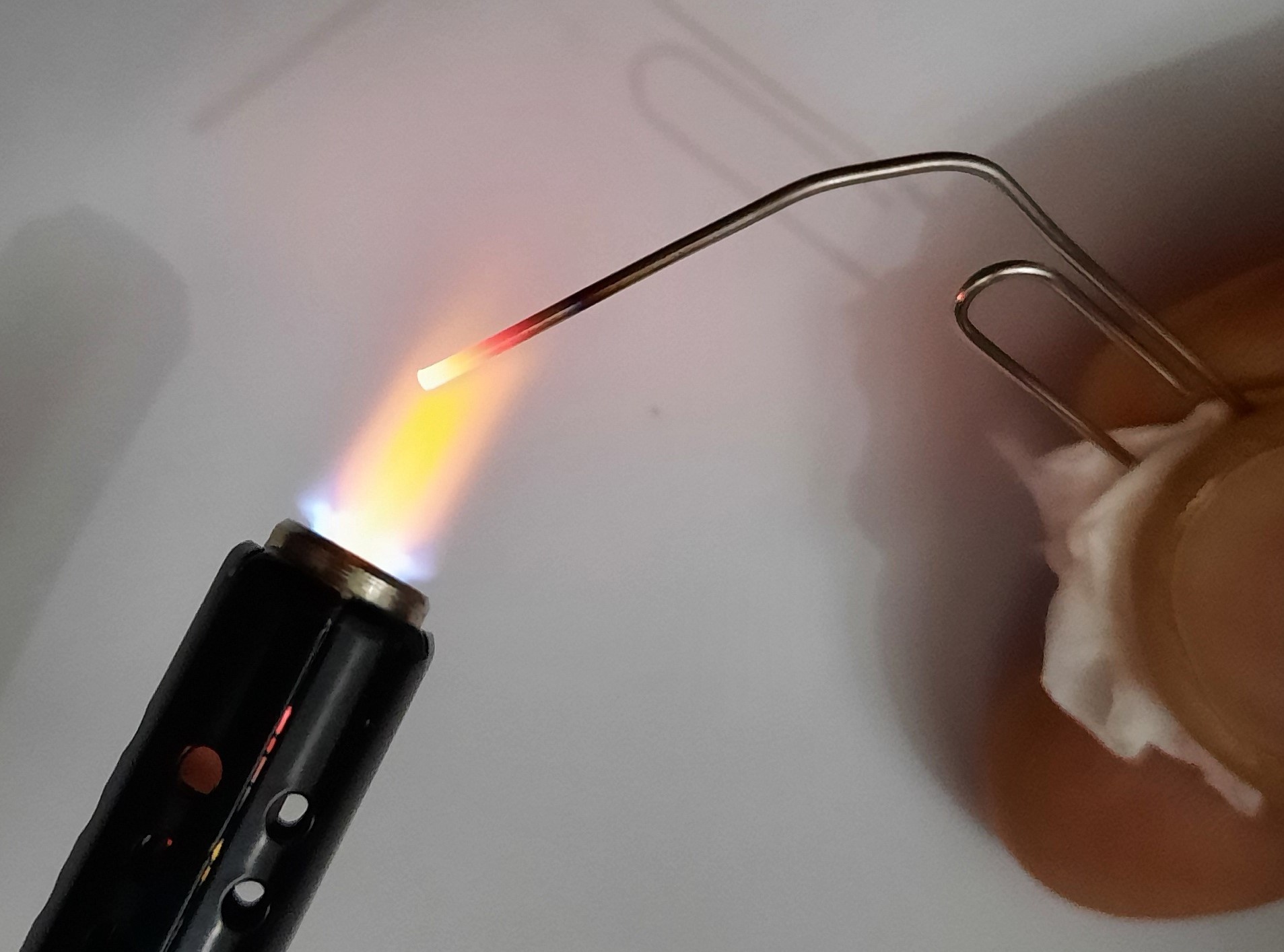
أداة ساخنة
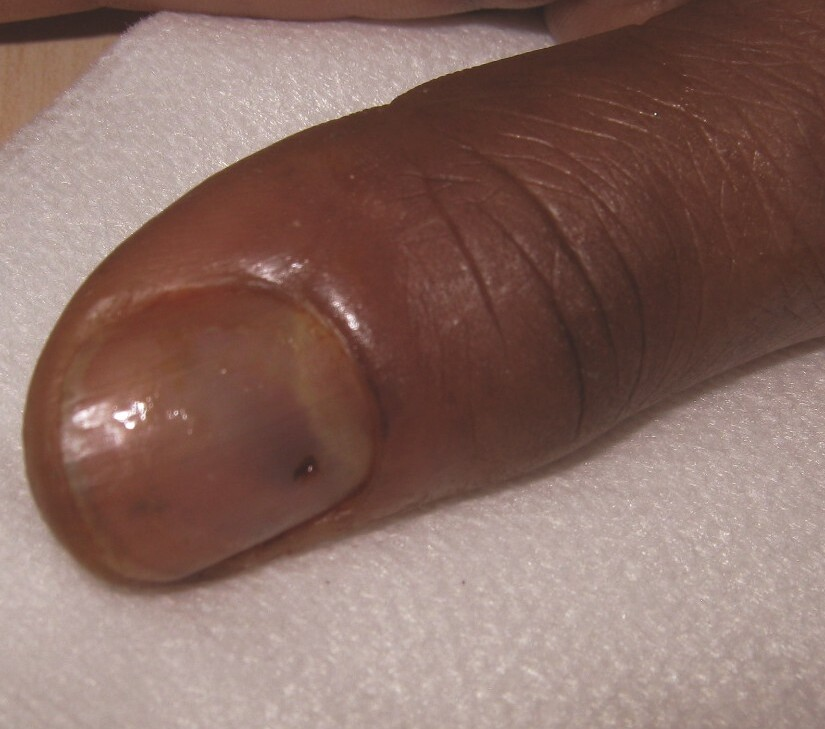
إزالة الظفر
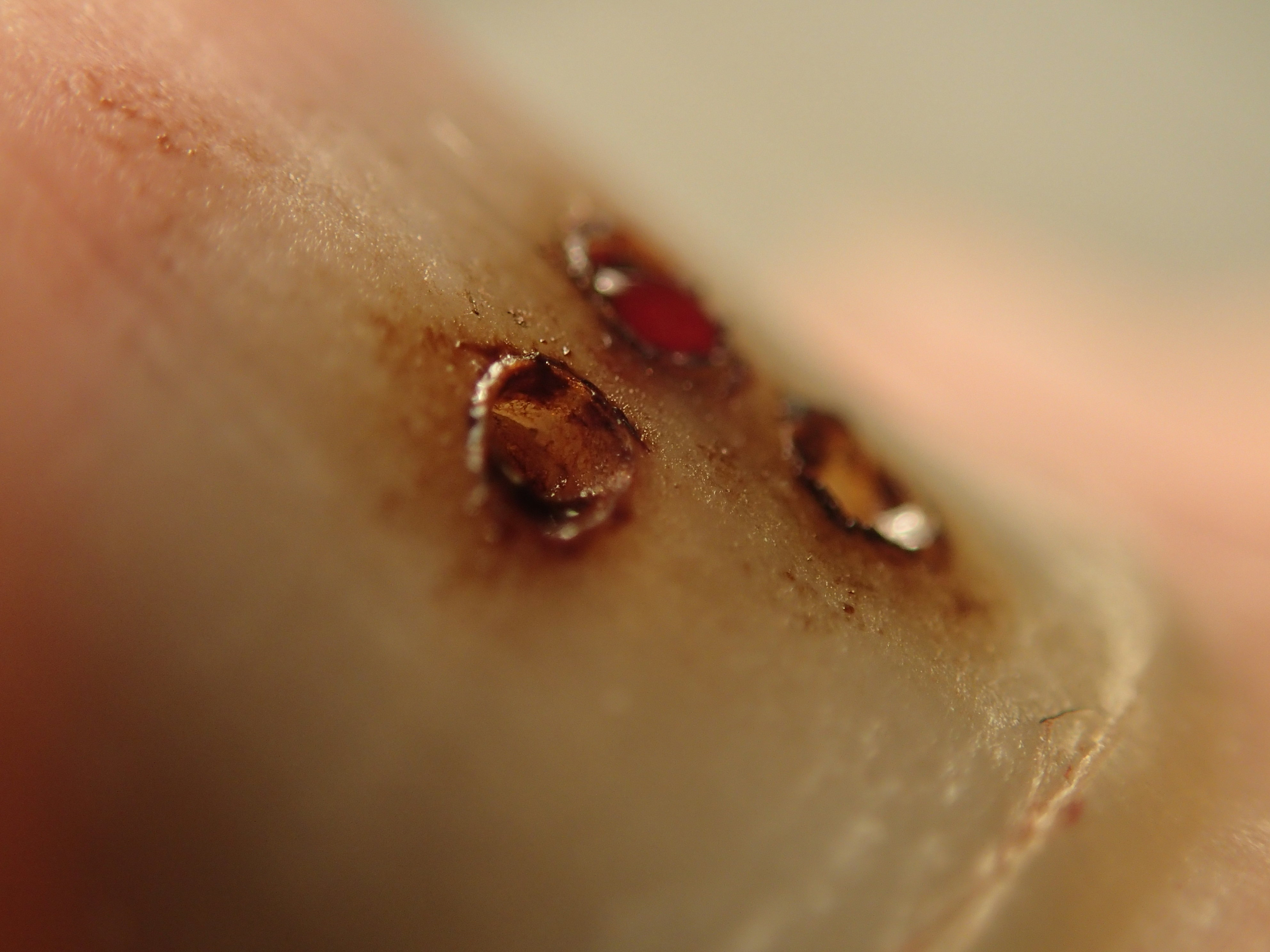
النقب